# Цзіньшаньлін
Цзіньшаньлін (кит. трад. 金山嶺, спр. 金山岭, піньїнь Jīnshānlǐng) — ділянка Великого китайського муру, що розташована в гористому районі 125 км на північний схід від Пекіна. На сході ця ділянка з'єднується з ділянкою Симатай. На деякій відстані на захід знаходиться ділянка Мутяньюй. Цзіньшаньлін будувалася протягом династії Мін, починаючи від 1570 р.
1. ↑  http://dtdj.cchicc.org.cn/#/stateprotect
2. ↑  中华人民共和国国务院 国务院关于公布第三批全国重点文物保护单位的通知 — 1988.